# Lars Welamson
 Lars Torbjörn  Welamson, född 28 juni 1921 i Kungsholms församling, Stockholm, död 20 november 2006 i Hedvig Eleonora församling, Stockholm, var en svensk jurist. 
Welamson tog 1942 juris kandidatexamen, gjorde 1942–1944 sin tingstjänstgöring, tjänstgjorde 1947–1948 i Stockholms rådhusrätt, blev 1949 juris licentiat och samma år juris doktor. Han var 1949–1960 docent i processrätt vid Stockholms högskola och 1960–1969 professor i processrätt vid Stockholms universitet. Welamson var 1970–1988 justitieråd och 1986–1988 ordförande på avdelning i Högsta domstolen. Han skrev böcker om bland annat insolvensrätt. Welamson deltog i utredningar, konferenser och var 1961–1974 sakkunnig åt lagberedningen. Han blev kommendör av första klassen av Nordstjärneorden 1973.
Lars Welamson var son till konstnären Leon Welamson och Greta Sellberg. Han var från 1949 till sin död gift med Margit Bihl (1921–2012). De är alla begravda på Skogskyrkogården i Stockholm.